# Kiko Seike
Kiko Seike (清家 貴子?, Seike Kiko; Tokyo, 8 agosto 1996) è una calciatrice giapponese, attaccante del Brighton & Hove e della nazionale giapponese.

## Carriera
Seike ha militato in patria nelle Urawa Reds, con cui ha vinto due campionati consecutivi nelle stagioni 2022-2023 e 2023-2024; nel secondo caso, è stata anche premiata come capocannoniere (con 20 reti) e miglior giocatrice del torneo.
Il 4 luglio 2024, è stata ingaggiata a titolo definitivo dal Brighton & Hove, nella massima serie inglese. Il 21 settembre seguente, all'esordio con le Seagulls, ha segnato una tripletta nell'incontro di campionato con l'Everton, vinto per 4-0; nell'occasione, è diventata la prima giocatrice a fare ciò al debutto assoluto in un incontro della Women's Super League.

## Statistiche

### Presenze e reti nei club
Statistiche (parziali) aggiornate al 21 settembre 2024.
| Stagione          | Squadra           | Campionato        | Campionato | Campionato | Coppe nazionali | Coppe nazionali | Coppe nazionali | Coppe continentali | Coppe continentali | Coppe continentali | Altre coppe | Altre coppe | Altre coppe | Totale | Totale | Totale |
| Stagione          | Squadra           | Comp              | Pres       | Reti       | Comp            | Pres            | Reti            | Comp               | Pres               | Reti               | Comp        | Pres        | Reti        | Pres   | Reti   |        |
| ----------------- | ----------------- | ----------------- | ---------- | ---------- | --------------- | --------------- | --------------- | ------------------ | ------------------ | ------------------ | ----------- | ----------- | ----------- | ------ | ------ | ------ |
| 2014              | Urawa Reds        | NLD1              | 24         | 8          | CdI             | 4               | 3               | -                  | -                  | -                  | -           | -           | -           | 28     | 11     |        |
| 2015              | Urawa Reds        | NLD1              | 20         | 9          | CdI             | 0               | 0               | -                  | -                  | -                  | -           | -           | -           | 20     | 9      |        |
| 2016              | Urawa Reds        | NLD1              | 2          | 0          | CdI             | 0               | 0               | -                  | -                  | -                  | CNL         | 0           | 0           | 2      | 0      |        |
| 2017              | Urawa Reds        | NLD1              | 9          | 0          | CdI             | 2               | 1               | -                  | -                  | -                  | CNL         | 9           | 0           | 20     | 1      |        |
| 2018              | Urawa Reds        | NLD1              | 16         | 2          | CdI             | 1               | 0               | -                  | -                  | -                  | CNL         | 6           | 2           | 23     | 4      |        |
| 2019              | Urawa Reds        | NLD1              | 18         | 4          | CdI             | 5               | 3               | -                  | -                  | -                  | CNL         | 9           | 1           | 32     | 8      |        |
| 2020              | Urawa Reds        | NLD1              | 17         | 1          | CdI             | 5               | 1               | -                  | -                  | -                  | -           | -           | -           | 22     | 2      |        |
| 2021-2022         | Urawa Reds        | WEL               | 20         | 3          | CdI             | 4               | 1               | -                  | -                  | -                  | -           | -           | -           | 24     | 4      |        |
| 2022-2023         | Urawa Reds        | WEL               | 20         | 12         | CdI             | 1               | 0               | -                  | -                  | -                  | WELC        | 6           | 2           | 27     | 14     |        |
| 2023-2024         | Urawa Reds        | WEL               | 22         | 20         | CdI             | 4               | 1               | -                  | -                  | -                  | WELC        | 4           | 1           | 30     | 22     |        |
| Totale Urawa Reds | Totale Urawa Reds | Totale Urawa Reds | 168        | 59         | -               | 26              | 10              | -                  | -                  | -                  | -           | 34          | 6           | 228    | 75     |        |
| 2024-2025         | Brighton & Hove   | WSL               | 1          | 3          | CI              | -               | -               | -                  | -                  | -                  | CL          | -           | -           | 1      | 3      |        |
| Totale carriera   | Totale carriera   | Totale carriera   | 169        | 62         | -               | 26              | 10              | -                  | -                  | -                  | -           | 34          | 6           | 229    | 78     |        |

### Cronologia presenze e reti in nazionale
| Cronologia completa delle presenze e delle reti in nazionale ― Giappone | Cronologia completa delle presenze e delle reti in nazionale ― Giappone | Cronologia completa delle presenze e delle reti in nazionale ― Giappone | Cronologia completa delle presenze e delle reti in nazionale ― Giappone | Cronologia completa delle presenze e delle reti in nazionale ― Giappone | Cronologia completa delle presenze e delle reti in nazionale ― Giappone | Cronologia completa delle presenze e delle reti in nazionale ― Giappone | Cronologia completa delle presenze e delle reti in nazionale ― Giappone |
| Data                                                                    | Città                                                                   | In casa                                                                 | Risultato                                                               | Ospiti                                                                  | Competizione                                                            | Reti                                                                    | Note                                                                    |
| ----------------------------------------------------------------------- | ----------------------------------------------------------------------- | ----------------------------------------------------------------------- | ----------------------------------------------------------------------- | ----------------------------------------------------------------------- | ----------------------------------------------------------------------- | ----------------------------------------------------------------------- | ----------------------------------------------------------------------- |
| 11-12-2019                                                              | Pusan                                                                   | Giappone                                                                | 9 – 0                                                                   | Taipei cinese                                                           | Coppa dell'Asia orientale                                               | 1                                                                       |                                                                         |
| 17-12-2019                                                              | Pusan                                                                   | Giappone                                                                | 1 – 0                                                                   | Corea del Sud                                                           | Coppa dell'Asia orientale                                               | -                                                                       | 89’                                                                     |
| 6-10-2022                                                               | Kōbe                                                                    | Giappone                                                                | 2 – 0                                                                   | Nigeria                                                                 | Amichevole                                                              | -                                                                       | 46’                                                                     |
| 19-7-2022                                                               | Kashima                                                                 | Giappone                                                                | 2 – 1                                                                   | Corea del Sud                                                           | Coppa dell'Asia orientale                                               | -                                                                       | 86’                                                                     |
| 23-7-2022                                                               | Kashima                                                                 | Giappone                                                                | 4 – 1                                                                   | Taipei cinese                                                           | Coppa dell'Asia orientale                                               | -                                                                       |                                                                         |
| 26-7-2022                                                               | Kashima                                                                 | Giappone                                                                | 0 – 0                                                                   | Cina                                                                    | Coppa dell'Asia orientale                                               | -                                                                       | 80’                                                                     |
| 22-2-2023                                                               | Frisco                                                                  | Canada                                                                  | 0 – 3                                                                   | Giappone                                                                | SheBelieves Cup 2023                                                    | 1                                                                       | 46’                                                                     |
| 7-4-2023                                                                | Guimarães                                                               | Portogallo                                                              | 1 – 2                                                                   | Giappone                                                                | Amichevole                                                              | -                                                                       | 77’                                                                     |
| 14-7-2023                                                               | Sendai                                                                  | Giappone                                                                | 5 – 0                                                                   | Panama                                                                  | Amichevole                                                              | -                                                                       | 46’                                                                     |
| 22-7-2023                                                               | Hamilton                                                                | Zambia                                                                  | 0 – 5                                                                   | Giappone                                                                | Mondiali 2023 - Fase a gironi                                           | -                                                                       | 74’                                                                     |
| 26-7-2023                                                               | Dunedin                                                                 | Giappone                                                                | 2 – 0                                                                   | Costa Rica                                                              | Mondiali 2023 - Fase a gironi                                           | -                                                                       | 83’                                                                     |
| Totale                                                                  |                                                                         | Presenze                                                                | 11                                                                      |                                                                         | Reti                                                                    | 2                                                                       |                                                                         |

## Palmarès

### Club
- Nadeshiko League Division 1: 2

Urawa Reds: 2014, 2020
- Women Empowerment League: 2

Urawa Reds: 2022-2023, 2023-2024
- WE League Cup: 1

Urawa Reds: 2022-2023

### Nazionale
- Campionato femminile di calcio della Federazione calcistica dell'Asia orientale: 1

2022
- SheBelieves Cup: 1

2025

### Individuale
- Miglior giocatrice del campionato giapponese: 1

2023-2024
- Capocannoniere del campionato giapponese: 1

2023-2024 (20 reti)